# 高陞戲院
高陞戲院，是香港開埠初期位於上環的舞台戲院，為當時富商李陞的產業，在1890年間建成，戲院樓高兩層，場內中前方設有舞台，地下底層觀眾席全部為長板位，二樓正中為女觀眾席，其餘兩旁為企位，有「五百羅漢位」之稱。1890年維多利亞女皇的第三子干諾公爵伉儷訪港，華人紳商如何東、何啟、韋道等在高陞戲院設宴招待，當晚的主菜多達二十一道，並且上演《八仙賀壽》、《二十四孝》、《跳加官》和《天姬送子》等傳統例戲。
1920年代，經營了五十多年的高陞戲園拆卸重建，新的高陞戲園於1928年7月30日落成揭幕，華民政務司等眾多官商名人到場致慶。經過多次重修，最後在1973年拆卸，現為僑發大廈。

## 虛構故事變都市傳說
香港著名女作家深雪在1991年《Yes!鬼世界》雜誌寫的短篇小說《雞人》被網民誤傳為香港真事，短篇小說《雞人》是深雪在《Yes!鬼世界》雜誌寫的第一個短篇小說，有網友「一字不差」將她的恐怖小說放上網絡，然後發酵成繪影繪聲的都市傳說，被網友評為「十大香港都市傳說」，2013年9月24日深雪在其網站澄清《高陞戲院的雞人》故事純屬虛構，唯一真實的是高陞戲院的確存在，僅此而已。故事講述1930年代高陞戲院後巷有一個小帳幕，每晚都會上演殘忍的「雞人表演」。「雞人」是被拐子佬把一些大不過六歲小孩，他們細小的身驅滿佈傷痕，手腳舌頭均被割掉，再在全身插上雞毛，作展品展覽，吸引觀眾買票觀看。

## 毗鄰
- 高陞街
- 帝華庭
- 得男茶樓（已拆）